# Кассіус Марцелл Кулідж
Кассіус Марцелл Кулідж (англ. Cassius Marcellus Coolidge, 18 вересня 1844 — 13 січня 1934) — американський художник, відомий головним чином своєю серією картин «Собаки, що грають в покер». Відомий у своїй родині як «Кеш» (англ. «Cash» or «Kash»), він часто підписував свої роботи в 19 столітті останнім написанням, іноді[прояснити] написання його імені, для комічного ефекту, як Кеш Кулідж.

## Раннє життя
Кулідж народився в Антверпені, штат Нью-Йорк, у родині фермерів -квакерів-аболіціоністів і виріс у Філадельфії, штат Нью-Йорк.
Він не мав формальної освіти як художник.

## Кар'єра

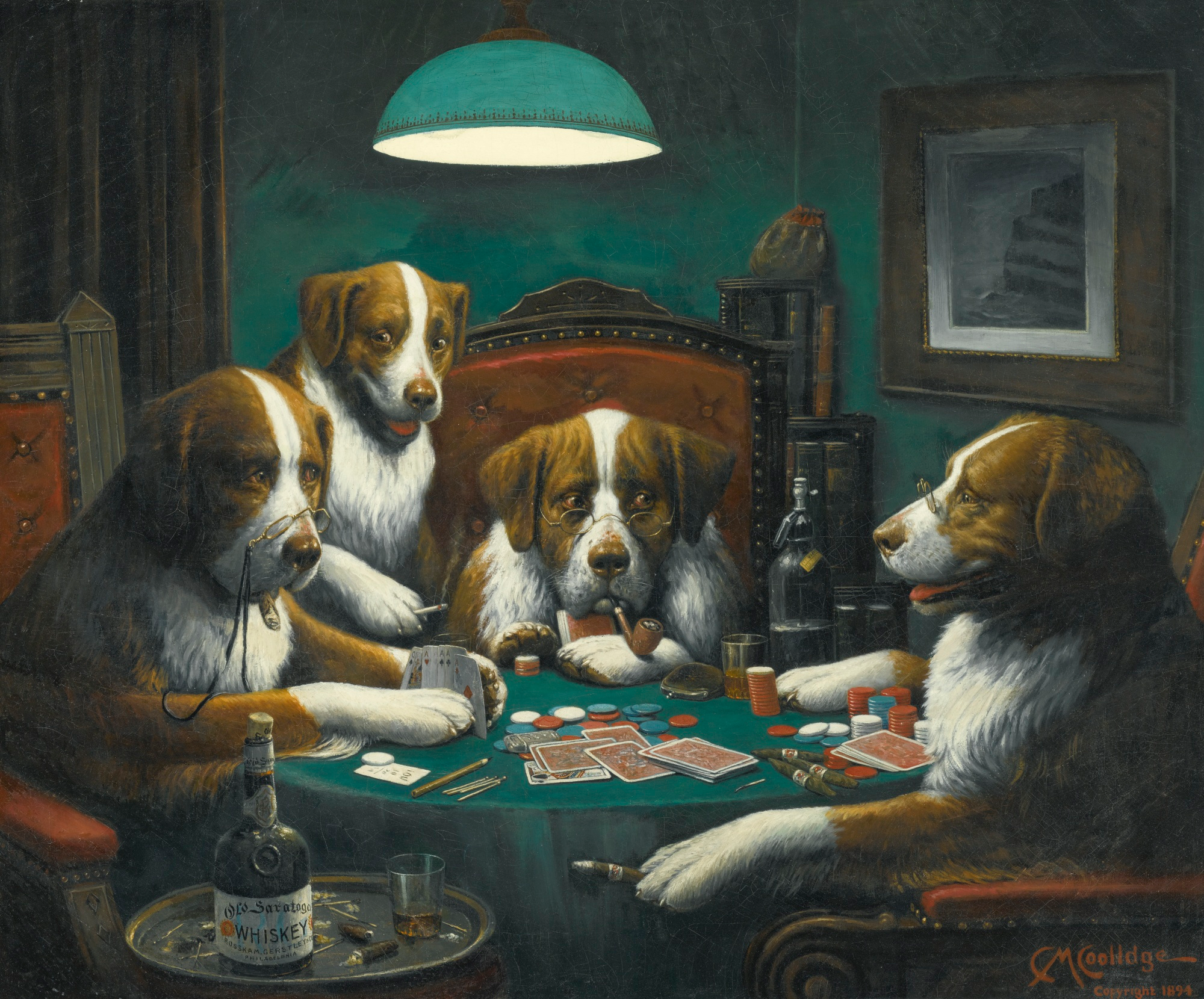
Гра в покер, полотно, олія, 1894

Покинувши сімейну ферму на початку 1860-х, Кулідж займався багатьма справами. Між 1868 і 1872 роками він працював аптекарем і художником, заснував банк і газету, потім переїхав з Антверпена, штат Нью-Йорк, до Рочестера, де почав малювати собак у людських ситуаціях.

### Редакційна робота
Кулідж почав свою мистецьку кар'єру в двадцять років, однією з його ранніх робіт було створення карикатур для місцевої газети.

### Комічний передній план
Йому приписують створення «комічних передніх планів», оригінальних фотографій, які поєднували портрет ситтера з карикатурним тілом, зробленим ситтером, який тримав між двома палицями полотно, на якому Кулідж малював або малював карикатуру, яку він запатентував. Кінцевий продукт був подібний до фотографій, створених за допомогою фотографій, що стоять на мідвеях і карнавалах, де люди ставлять свої голови в отвори карикатур у натуральну величину.

### Календарні малюнки

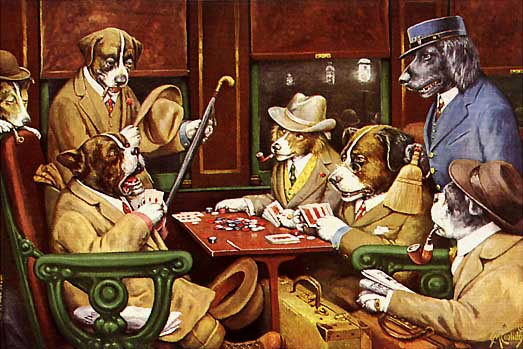
Стиснутий з чотирма тузами К. М. Куліджа, намальований у 1903 році.

За словами рекламної фірми Brown &amp; Bigelow, яка на той час займалася головним виробником рекламних календарів, Кулідж почав свої відносини з фірмою в 1903 році. З середини 1900-х до середини 1910-х років Кулідж створив для них серію з шістнадцяти олійних картин, на всіх з яких зображені антропоморфні собаки, включно з дев'ятьма картинами «Собаки, що грають у покер», мотив, автором якого вважається Кулідж.
Серія з 16 замовлених картин і їх теми:
 

### Інші картини
Додаткові картини в подібному ключі включають:
- Kelly Pool (бл. 1909) — басейн

Картина Куліджа, названа на честь поширеної на той час гри в більярд Kelly pool, картину собак, що грають у більярд, можна вважати прабатьком іншого меметичного жанру поп-культури — «собаки, що грають у більярд».

## Аукціонні записи
15 лютого 2006 року дві картини Куліджа, «Відважний блеф» і «Ватерлоо», які, можливо, були оригіналами картин, використаних Брауном і Бігелоу, з'явилися на аукціоні Doyle в Нью-Йорку. Очікувана ціна за них становила від $30 000 до $50 000, але вони були продані за $590 400. Результат перевершив попередній аукціонний рекорд, який становив 74 000 доларів за роботу Куліджа..
Покерна гра Coolidge's 1894 продала 658 000 доларів США на розпродажі Sotheby's у Нью-Йорку 18 листопада 2015 року